# ادلبرگ
ادلبرگ (به آلمانی: Adelberg) یک شهرداری در آلمان است که در بادن-وورتمبرگ واقع شده‌است.

## خصوصیات
ادلبرگ ۹٫۴۹ کیلومترمربع مساحت دارد ۴۷۲ متر بالاتر از سطح دریا واقع شده‌است.

## خواهرخوانده
شهر لیکتانستگ خواهرخواندهٔ ادلبرگ هست.